# Pietà (Michelangelo)
Pietà je prvo slavno djelo Michelangela i ujedno prvo potpisano djelo ovog najvećeg umjetnika visoke renesanse.

## Povijest
Skulpturu je naručio francuski kardinal za svoju grobnu kapelu u crkvi sv. Petra u Rimu 1497. god. Tema je do tada bila slabo poznata u Italiji i uklopila se u sve jače štovanje Gospe u Italiji 15. stoljeća.

## Odlike
Skulptura predstavlja mladoliku Gospu koja oplakuje Isusa u svom naručju tvoreći jasnu piramidalnu kompoziciju na ovalnoj bazi. Michelangelova iznimno ljupka i mladolika Gospa koja sjedi na Golgoti predstavlja Crkvu kao vrata prema Nebesima. Prema jednoj legendi, kada su Michelangela upitali zašto je prikazao Gospu toliko mladu da bi mogla biti Isusovo godište, on je odgovorio kako je Gospina mladost rezultat njene čestitosti. Na ovom prikazu nema isticanja emocija kao kod njemačkog Andachtsbilda (vidi: Roettgen Pietà) jer se cilj prikaza pomiče sa suosjećanja Gospine tuge na središnji misterij kršćanstva: Isusa kao Boga u ljudskom obličju koji se žrtvovao kako bi otkupio ljudske grijehe. 
Michelangelo je Gospin lik preuzeo iz djela Jacopa della Quercia (tijelo) i Verrochija (otmjeno lice i dekorativna draperija). Vijugavo Isusovo tijelo leži preko Marijinih koljena ogrnutih velikim ogrtačem, dok njena ruka ponavlja taj položaj svojom ispruženom lijevom rukom. Ogrtač koji kao da teče preko Gospina tijela je omogućio Michelangelu da fizički poveže Gospu s Isusom čime je istaknuo njihovu duhovnu povezanost. Njih dvoje su toliko povezani da rijetki uoče relativni nesrazmjer veličina tijela Gospe i Isusa. 
Giorgio Vasari, najveći biograf renesansnih umjetnika, navodi ovo djelo kao: "najljepši mramor u Rimu koje ne može nadmašiti nijedan živući autor … utjelovljenje svih mogućnosti i snage koju može imati umjetnost kiparstva".

## Vanjske poveznice
- Kapela Rimske Piete  Arhivirana inačica izvorne stranice od 13. srpnja 2010. (Wayback Machine)